# إسك

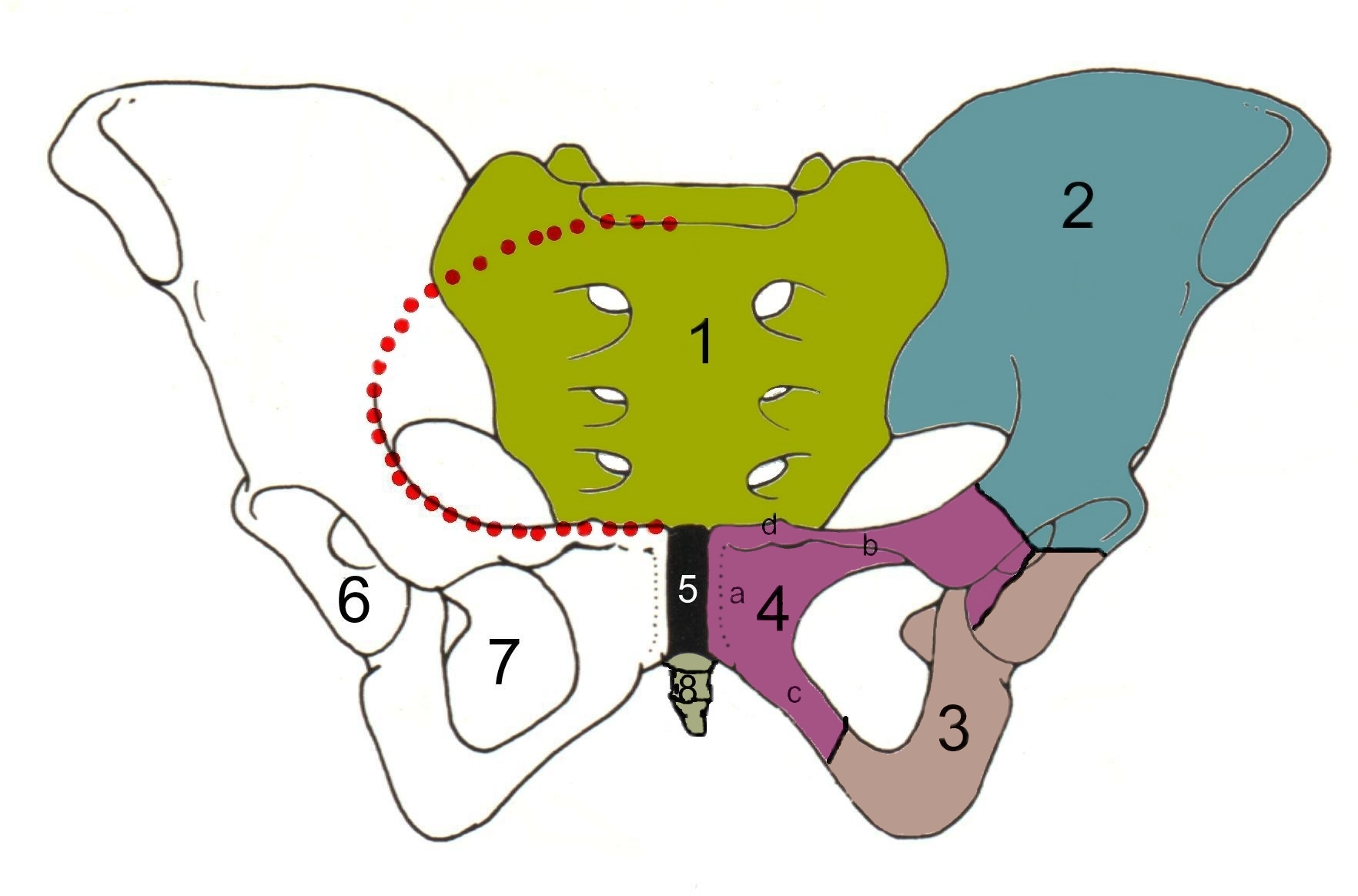
الحوض
1-عظم العجز
2-الحرقفة
3-عظم الإسك
4-عظم العانة
5-الارتفاق العاني
6-الحُق
7-الثقبة السدادية
8-العصعص

يشكل الإِسْك (باللاتينية: ischium) الجزء الأسفل والخلفي لعظم الورك. ويتوضع تحت عظم الحرقفة وخلف عظم العانة، وهو أحد العظام الثلاثة التي تندمج مع بعضها لتشكل مفصل الورك، يشكل القسم العلوي لهذا العظم ثلث الحُق تقريباً.

## البنية
يتكون عظم الإسك من ثلاثة أجزاء، وهي: الجسم، الشعبة العلوية، الشعبة السفلية.
يحوي الجسم على نتوء بارز يسمى بالشوكة الإسكيّة، وترتبط العضلة التوأمية العلوية بهذا الجزء من عظم الإسك. يحوي الجسم أيضًا على تجويفٍ يقعُ أسفل الشوكة الإسكية يسمّى بالثلمة الوركية الصغرى. مع الأربطة، تسهم الثلمة في تكوين الثقبة الوركية الصغيرة. في الجانب الخلفي، توجد الأحدوبة الإسكية، وهي منطقة غليظة وخشنة تدعم وزن الإنسان عند الجلوس. كما تشكل الأحدوبة الإسكية منشأ العضلة التوأمية السفلية وعضلات باطن الركبة.
تشارك الشعبة العلوية جزئيًا في منشأ العضلة السدادية الغائرة والعضلة السدادية الخارجية. تشارك الشعبة السفلية جزئيًا في منشأ العضلة المقرّبة الكبيرة والعضلة الرقيقة.

## الأهمية السريرية
سريرياً، قد يحدث كسر قلعي للحدبة الإسكية.
1. ↑  نموذج تأسيسي في التشريح، QID:Q1406710
2. ↑  محمد هيثم الخياط (2009). المعجم الطبي الموحد: إنكليزي - فرنسي - عربي (بالعربية والإنجليزية والفرنسية) (ط. الرابعة). بيروت: مكتبة لبنان ناشرون، منظمة الصحة العالمية. ص. 1045. ISBN:978-9953-86-482-2. OCLC:978161740. QID:Q113466993.